# Charles Gardetto
Charles Paul Gardetto (ur. 18 lutego 1904 w Monako, zm. 24 marca 1989 tamże) – monakijski wioślarz, olimpijczyk.
Wystąpił na igrzyskach olimpijskich w Amsterdamie, gdzie wraz z kolegami wystąpił w czwórce ze sternikiem (oprócz niego w składzie znaleźli się: Alexandre Devissi, Louis Giobergia, Émile Gardetto (jego brat) i Pierre Levesy). W swoim wyścigu eliminacyjnym przegrali z osadą belgijską, jednak wystąpili jeszcze w repasażach. Monakijczycy przegrali jednak wyraźnie z francuskimi wioślarzami i odpadli z rywalizacji (reprezentanci Monako uzyskali czas 8:02,4, wynik o niemal 14 sekund gorszy od Francuzów).